# Buckingham, Virginia
Buckingham eller Buckingham Court House är administrativ huvudort i Buckingham County i Virginia. Vid 2010 års folkräkning hade Buckingham 133 invånare.